# Мурзалар
Мурзалар (баш. Мырҙалар) — племя в составе айлинской группы башкир. Второе название мурзаларских башкир — Улэштэ (баш. Өләштә). Потомки мурзаларовцев проживают в Салаватском районе.

## Родовой состав
Родовые подразделения: аксыуаш • балтагул • баркылдак • бишей • бурес • ятимдэр • казак • кузгун • кутлусура • кутлу • кырзы • мангул • миндияр • сипай • сулпы • сырзы • таз • тавир • тау • тунгатар • шайтан (аю)

## Этническая история
Предки мурзаларцев входили в состав союза печенежско-огузских племён сырдарьинских и приаральских степей VII—IX вв. На Южном Урале мурзаларцы первоначально заняли территорию водораздела рек Ай, Белая, Яик (Урал), Уй, Миасс. Под давлением табынских родов в конце XV в. мурзаларцы и остальные айлинцы переселились на северо-восток современного Башкортостана (Айско-Юрюзанское междуречье). К Российскому государству присоединились под руководством Курсай бей батыра.
Современные мурзаларцы в основном проживают в Салаватском районе: Мурзалар-Мечетли, Кусепей, Ахун, Ильтай, Мусат, Бешевляр, Яубуляк, Куселяр, Аркаул, Махмут, 1-е Идельбай (Бадрак), 2-е Иделбай (Бадрак), Ташаул. Ара Аксыуаш проживает в основном в коренной деревне Мурзалар Масетлеһе, а также в смешанных населённых пунктах (курорт Янгантау, Чулпан, Саргамыш, Комсомол, Урмантау, в районных центрах Месегут и Малояз и др.)
Ю. А. Евстигнеев включает мурзаларцев в число племён монгольского происхождения. Он их связывает с мырза-жалаирами, потомками джалаиров. Как писал Р. Г. Кузеев, среди мурзаларцев имеются предания о Монголии, как о родине их далёких предков. По одной из версий, этноним «мурзалар» является полной калькой монгольского племенного названия тайджиут. Предположительно, в эпоху Золотой Орды небольшая группа монголов-тайджиутов переселилась в Башкирию, где организовала одноимённый эль (аймак) на местном субстрате. Позднее этноним тайджиутов, согласно данной версии, был переведён на башкирский язык и приобрёл форму «мурзалар».

## Этноним
По преданиям, родоначальником племени мурзалар был Мырзабек бей, переселившийся на Урал. Вышли вместе с остальными родами племени айле из местности Кайеп (находилась в предгорьях Каратау или возле Сырдарьи).

## Известные мурзаларцы
- Гарипов, Рами Ягафарович
- Юсупов, Харис Мунасипович